# ヨリトフグ
ヨリトフグ (Sphoeroides pachygaster) とは、フグ目フグ科に属する海水魚。
別呼称として、神奈川県小田原ではカワフグ（皮河豚）・デデフグ、静岡県沼津、大分県大分市ではミズフグ（水河豚）、愛知県蒲郡市三谷、西尾市一色ではチョウチンフグ（提灯河豚）と呼ばれる。

## 分布
世界中の温暖な海に分布する。日本では、太平洋側では千葉県以南、日本海側では富山県以南に、それぞれ分布する。

## 生態
体長は30cm程度で、水深100-500mの大陸棚縁辺部に棲息し、体には無数の細い線がある。

## 人間との関わり
食用として漁獲されるが、その量は少ない。釣りの際には針にかかると海水を吸い込み、釣り上げるのに難儀するわりに他のフグよりかなり味が劣るので、嫌われる傾向にあるという。名前は釣り上げると水を吸い込んで糸が縒れることに由来し、縒り糸がなまってヨリトとなった。
筋肉・皮・精巣のいずれを食しても健康に害はおよばないとされ、伊豆半島などでは肝臓も加えてぶつ切りにし、みそ汁の具として食用されていた。長年にわたって無毒と思われてきたが、肝臓から毒が検出されたことがある。厚生労働省はフグの肝臓を可食部位と認めておらず、肝臓の販売を禁止している。卵巣も有毒の可能性があるが、毒性は不明である。
上記の理由から長らく食されていた地域もあり、2018年1月には愛知県蒲郡市のスーパーマーケットで肝臓を含む切り身が販売され、県が立ち入り調査に入ったことが報じられた。